# Уродинамика
«Уродинамическое тестирование» или «уродинамика» — медицинское исследование, которое оценивает, как мочевой пузырь и мочеиспускательный канал выполняют свою работу по хранению и выделению мочи. Уродинамические тесты могут помочь объяснить такие симптомы, как:
- недержание мочи[1]
- частое мочеиспускание
- внезапные, сильные позывы к мочеиспусканию
- проблемы с запуском потока мочи
- болезненное мочеиспускание
- проблемы с полным опорожнением мочевого пузыря (тенезмы мочевого пузыря, недостаточность детрузора)

рецидивирующие инфекции мочевыводящих путей.
Уродинамика предоставит врачу информацию, необходимую для диагностики причины и характера недержания мочи у пациента, тем самым предлагая наилучшие доступные варианты лечения. Уродинамику обычно проводят в отделениях урологии и гинекологии.

## Процедура
Выполнение типичного уродинамического теста занимает около 30 минут. Оно включает в себя использование небольшого катетера, используемого для наполнения мочевого пузыря и записи измерений

## Виды тестов
- Расходомер: этот тест позволяет проверить скорость мочеиспускания, регулярность мочеиспускания.
- Цистоманометрия: через зонд в мочевой пузырь вводится физиологический раствор, чтобы проверить его работу при различных давлениях, оказываемых стенкой.

Участие пациента необходимо для уточнения испытываемых ощущений
профилометрия уретры: зонд постепенно удаляется из мочевого пузыря, чтобы проверить работу мочевого сфинктера.